# Curruca
Curruca — рід горобцеподібних птахів родини кропив'янкових (Sylviidae). Представники цього роду мешкають в Європі, Азії і Африці. Традиційно їх відносили до роду Кропив'янка (Sylvia), однак за результатами молекулярно-генетичного дослідження їх було переведено до відновленого роду Curruca. 
В Україні гніздяться три представники роду Curruca — кропив'янка прудка (Curruca curruca), кропив'янка рябогруда (Curruca nisoria) і кропив'янка сіра (Curruca communis). 
Також в Україні були зафіксовані ще 6 представників цього роду: кропив'янка Рюппеля (Curruca ruppeli),  кропив'янка пустельна (Curruca nana), кропив'янка біловуса (Curruca mystacea), кропив'янка червоновола (Curruca cantillans), кропив'янка товстодзьоба (Curruca crassirostris), кропив'янка середземноморська (Curruca melanocephala).

## Види
Виділяють двадцять п'ять видів:
- Кропив'янка рябогруда (Curruca nisoria)
- Кропив'янка західна (Curruca layardi)
- Кропив'янка чорносмуга (Curruca boehmi)
- Кропив'янка рудогуза (Curruca subcoerulea)
- Кропив'янка бура (Curruca lugens)
- Кропив'янка єменська (Curruca buryi)
- Кропив'янка аравійська (Curruca leucomelaena)
- Кропив'янка співоча (Curruca hortensis)
- Кропив'янка товстодзьоба (Curruca crassirostris)[17]
- Кропив'янка африканська (Curruca deserti)[18]
- Кропив'янка пустельна (Curruca nana)
- Кропив'янка алжирська (Curruca deserticola)
- Кропив'янка біловуса (Curruca mystacea)
- Кропив'янка Рюпеля (Curruca ruppeli)
- Кропив'янка кіпрська (Curruca melanothorax)
- Кропив'янка середземноморська (Curruca melanocephala)
- Кропив'янка берберійська (Curruca iberiae)[19]
- Кропив'янка південноєвропейська (Curruca subalpina)[20]
- Кропив'янка червоновола (Curruca cantillans)
- Кропив'янка сіра (Curruca communis)
- Кропив'янка піренейська (Curruca conspicillata)
- Кропив'янка сардинська (Curruca sarda)
- Кропив'янка прованська (Curruca undata)
- Кропив'янка балеарська (Curruca balearica)

Кропив'янка гірська (Curruca curruca althaea) та Кропив'янка мала (Curruca curruca minula) раніше вважалися окремими видами, однак пізніше були визнані конспецифічними з прудкою кропив'янкою (Curruca curruca).